# Kronowo (powiat olsztyński)
Kronowo – wieś w Polsce, położona w województwie warmińsko-mazurskim, w powiecie olsztyńskim, w gminie Barczewo.
| SIMC    | Nazwa              | Rodzaj    |
| ------- | ------------------ | --------- |
| 1066834 | Osiedle na Stawach | część wsi |

W latach 1954–1959 wieś należała i była siedzibą władz gromady Kronowo, po jej zniesieniu w gromadzie Lamkowo. W latach 1975–1998 wieś należała administracyjnie do województwa olsztyńskiego.
Miejscowość znajduje się w historycznym regionie Warmii.
Przez wieś przebiega droga wojewódzka nr 595. We wsi znajdują się żwirownie.